# 联合国安全理事会第5号决议
《联合国安理会5号决议》是1946年5月8日在联合国安全理事会第40次会议通过的。这个决议是关注伊朗问题的，该决议以10票赞成、1票未投票通过。
决议暂缓对苏联军队入侵伊朗问题进行讨论，请伊朗政府查清苏联军队是否已经完全撤离伊朗境内后，不迟于5月20日向安理会提交报告。其后又将讨论日期无限期延迟。

## 相关决议
- 联合国安理会3号决议
- 伊朗危机